# NGC 7683
NGC 7683 (другие обозначения — PGC 71565, UGC 12623, MCG 2-59-48, ZWG 431.74, KARA 1020) — линзообразная галактика (S0) в созвездии Пегас.
Этот объект входит в число перечисленных в оригинальной редакции «Нового общего каталога».